# 財產來源不明罪
財產來源不明罪（英語：Property crimes of unknown origin）乃近代為了防止公務員假借親友或交易、借貸名義進行貪污或收賄之實，針對有貪污或收賄嫌疑的公務員，或公務員收入明顯不符其支出者，要求交代其財產來源，凡無法說明其財產來源者，即採用有罪推論而設立的罪名。此罪的立法精神在於舉證責任轉換：一般情況下，為保障被告的人權，舉證責任在於原告，刑事訴訟皆採無罪推定原則，被告不必自證己罪；但此罪則反過來，在查獲被告有貪污或收賄嫌疑的「不明來源財產」時，被告有義務說明其財產來源。

## 各地的「財產來源不明罪」

### 中國大陸
1997年修訂后的《中华人民共和国刑法》中加入的“巨額財產來源不明罪”条文。但該罪的最高刑期只有5年，因此在其立法後，備受質疑其無法有效嚇阻貪污與賄賂。故在2008年的十一屆全國人大常委會第四次會議，修法草案擬將其刑上限提高為10年。

### 台灣
2011年於《貪污治罪條例》修法增列第6-1條，規定涉及特定罪嫌之公務員經檢察官於偵查中，發現公務員本人及其配偶、未成年子女自公務員涉嫌犯罪時及其後三年內，有財產增加與收入顯不相當時，得命本人就來源可疑之財產提出說明，無正當理由未為說明、無法提出合理說明或說明不實者，處五年以下有期徒刑、拘役或科或併科不明來源財產額度以下之罰金。

### 香港
1970年頒行的《防止賄賂條例》第10條「財產來源不明罪」，俗稱「財富與官職收入不相稱」，簡稱「收入與官職不相稱」或「財富官職不相稱」。廉政公署必需蒐集嫌犯「薪資所得與生活水準顯然不相當」的證據。

### 澳門
第14/87/M號法律第7條的「不合理富有表象」與第11/2003號法律第28條「財產來源不明罪」。

### 新加坡
新加坡《没收贪污所得利益法》就规定，财产来源不明“应视为贪污所得”；
新加坡1988年《没收贪污所得利益法》第4条规定：“本法认为：一个人所拥有的财产（在本法公布实施之前后已经占有的财产），或其在财产裡的利益与其已知的收入来源不相符合而该人又不能向法院作出合理满意解释时，其财产被视为贪污所得。”这里不明财产就被推定为是贪污所得。

### 美國
美國是最早實行財產申報制度的國家之一，美國國會對設立財產申報制度之法律的官方命名是《1978年政府行爲道德法》，它和1976年的《陽光法案》並非一回事：它們各自的立法目的及所保護的法益迥然有別。

## 案例
- 尼古拉·齐奥塞斯库（羅馬尼亞社會主義共和國總書記）和夫人埃列娜（部長會議副主席），兩人失勢之後被羅馬尼亞救國陣線誓詞判決，被即時槍斃，所有財產也被沒收。
- 朱勝文，黑龍江省哈爾濱市前副市長。
- 葛柏，香港前總警司
- 歐文龍，澳門特別行政區前運輸工務司司長。
- 林益世，臺灣前行政院秘書長。
- 臺灣高等法院臺中分院法官胡景彬貪污案
- 胡禮達，香港前律政處署理副刑事檢控專員

## 外部連結
相關研究或論文
- 落實檢肅貪瀆建立廉能政府之研究 （页面存档备份，存于）
- 財產來源不明罪闡釋[永久]
- 以追查資金流向遏阻貪瀆犯罪之思考——兼論財產來源不明罪
- 財產來源不明罪——折衷式的貪污舉證轉換制